# Regionalwahlkreis Vorarlberg Nord
Der Regionalwahlkreis Vorarlberg Nord (Wahlkreis 8A) ist ein Regionalwahlkreis in Österreich, der bei Wahlen zum Nationalrat für die Vergabe der Mandate im ersten Ermittlungsverfahren gebildet wird. Der Wahlkreis umfasst die beiden politischen Bezirke Bregenz und Dornbirn.
Bei der Nationalratswahl 2019 waren im Regionalwahlkreis Vorarlberg Nord 153.030 Personen wahlberechtigt, wobei bei der Wahl die Österreichische Volkspartei (ÖVP) mit 37,6 % als stärkste Partei hervorging. Bei der Wahl konnte die ÖVP eines der vier Grundmandate erreichen.

## Geschichte
Nach dem Ende des Staates Österreich-Ungarn wurden für das Gebiet Vorarlbergs mit der Wahlordnung 1918 für die Wahl der konstituierenden Nationalversammlung ein Wahlkreis, der Wahlkreis Vorarlberg (Wahlkreis 27) geschaffen. Nachdem Gebiete wie Südtirol und Südböhmen endgültig von Österreich an die Nachfolgestaaten Österreich-Ungarns abgetreten worden waren, erfolgte eine Reduzierung der Gesamtzahl der Wahlkreise. Dadurch erhielt der Wahlkreis Vorarlberg die Wahlkreisnummer 19. Nachdem die Wahlordnung von 1923 von der austrofaschistischen Regierung 1934 außer Kraft gesetzt worden war, wurde die ursprüngliche Einteilung der Wahlkreise nach dem Zweiten Weltkrieg mit dem Verfassungsgesetz vom 19. Oktober 1945 weitgehend wieder eingeführt. 1971 wurde mit der Nationalrats-Wahlordnung 1971 schließlich eine tiefgreifende Wahlkreisreform durchgeführt, mit der die Anzahl der Wahlkreise in Österreich auf nur noch neun reduziert wurde. Für das Bundesland Vorarlberg änderte sich dadurch jedoch nur die Wahlkreisnummer (nun Wahlkreis 8). Mit Inkrafttreten der Nationalrats-Wahlordnung 1992 wurde das österreichische Bundesgebiet schließlich in 43 Regionalwahlkreise unterteilt und somit ein drittes Ermittlungsverfahren eingeführt, wobei die Bezirke Bregenz und Dornbirn zum Regionalwahlkreis Vorarlberg Nord (Wahlkreis 8A) zusammengefasst wurden. 1993 wurde dem Regionalwahlkreis vier Mandate zugewiesen, wobei die Neuberechnung der Mandatsverteilung im Jahr 2002 (nach den Ergebnissen der Volkszählung 2001) zu keiner Veränderung im Regionalwahlkreis führte.
Seit der Schaffung des Wahlkreises gelang es der ÖVP bei jeder Wahl stimmenstärkste Partei zu werden, wobei sie bei der Nationalratswahl 2002 mit 50,8 % ihr bisher bestes Ergebnis erreichte und einmalig auch die absolute Stimmenmehrheit erzielte. Ihr schlechtestes Ergebnis musste die ÖVP bei der Nationalratswahl 2013 hinnehmen, als sie auf 27,8 % abrutschte. Die Sozialdemokratische Partei Österreichs (SPÖ) belegte bei zwei von neun Wahlen den zweiten Platz, wobei ihr bestes Wahlergebnis im Jahr 1995 bei 21,7 % lag. Wie bei der ÖVP rutschte auch die SPÖ bei Nationalratswahl 2013 auf ihr bisher schlechtestes Ergebnis ab und erreichte mit 12,5 % nur noch den fünften Platz der angetretenen Parteien. Die Freiheitliche Partei Österreichs (FPÖ) konnte bei den Wahlen 1994, 1995 und 1999 jeweils zweitstärkste Partei werden, wobei sie 1999 mit 30,4 % ihr bestes Ergebnis erzielte. Nach einem Absturz auf 11,6 % konnte sich die FPÖ bis 2008 wieder auf den dritten Platz vorkämpfen und erreichte 2013 mit 20,5 % und 2017 mit 23,9 % jeweils den zweiten Platz. Die Grünen – Die Grüne Alternative (GRÜNE) erreichten bei den Wahlen im Regionalwahlkreis meist den vierten Platz, konnten sich jedoch nahezu sukzessive steigern und 2008 mit 16,8 % zweitstärkste Partei werden. 2013 wurden die Grünen bei gleichbleibender Prozentanzahl nur mehr Drittplatziert, 2017 schnitten sie drastisch schlechter ab und konnten nur noch 7,1 % der Stimmen erreichen. Den vierten Platz von den Grünen erbte mit 8,8 % der Stimmen 2017 die Partei NEOS – Das Neue Österreich und Liberales Forum, die 2013 erstmals angetreten war. 2019 konnten die Grünen den zweiten Platz zurückerobern.

## Wahlergebnisse
| Nationalratswahlen im Regionalwahlkreis Vorarlberg Nord | Nationalratswahlen im Regionalwahlkreis Vorarlberg Nord | Nationalratswahlen im Regionalwahlkreis Vorarlberg Nord | Nationalratswahlen im Regionalwahlkreis Vorarlberg Nord | Nationalratswahlen im Regionalwahlkreis Vorarlberg Nord | Nationalratswahlen im Regionalwahlkreis Vorarlberg Nord | Nationalratswahlen im Regionalwahlkreis Vorarlberg Nord | Nationalratswahlen im Regionalwahlkreis Vorarlberg Nord | Nationalratswahlen im Regionalwahlkreis Vorarlberg Nord | Nationalratswahlen im Regionalwahlkreis Vorarlberg Nord | Nationalratswahlen im Regionalwahlkreis Vorarlberg Nord | Nationalratswahlen im Regionalwahlkreis Vorarlberg Nord |
| Wahltermin                                              | GM                                                      |                                                         | ÖVP                                                     | SPÖ                                                     | FPÖ                                                     | GRÜNE                                                   | BZÖ                                                     | LIF                                                     | FRANK                                                   | NEOS                                                    | Sonstige                                                |
| ------------------------------------------------------- | ------------------------------------------------------- | ------------------------------------------------------- | ------------------------------------------------------- | ------------------------------------------------------- | ------------------------------------------------------- | ------------------------------------------------------- | ------------------------------------------------------- | ------------------------------------------------------- | ------------------------------------------------------- | ------------------------------------------------------- | ------------------------------------------------------- |
| 9. Oktober 1994                                         |                                                         | Stimmenanteile (%)                                      | 38,9                                                    | 19,4                                                    | 23,8                                                    | 9,1                                                     | -                                                       | 6,7                                                     | -                                                       | -                                                       | 2,1                                                     |
| 9. Oktober 1994                                         | 4                                                       | Grundmandate                                            | 1                                                       | 0                                                       | 0                                                       | -                                                       | -                                                       | 0                                                       | -                                                       | -                                                       | 0                                                       |
| 17. Dezember 1995                                       |                                                         | Stimmenanteile (%)                                      | 35,0                                                    | 21,7                                                    | 27,8                                                    | 7,2                                                     | -                                                       | 7,3                                                     | -                                                       | -                                                       | 1,0                                                     |
| 17. Dezember 1995                                       | 4                                                       | Grundmandate                                            | 1                                                       | 0                                                       | 1                                                       | 0                                                       | -                                                       | 0                                                       | -                                                       | -                                                       | 0                                                       |
| 3. Oktober 1999                                         |                                                         | Stimmenanteile (%)                                      | 36,3                                                    | 16,8                                                    | 30,4                                                    | 10,0                                                    | -                                                       | 5,0                                                     | -                                                       | -                                                       | 1,5                                                     |
| 3. Oktober 1999                                         | 4                                                       | Grundmandate                                            | 1                                                       | 0                                                       | 1                                                       | 0                                                       | -                                                       | 0                                                       | -                                                       | -                                                       | 0                                                       |
| 24. November 2002                                       |                                                         | Stimmenanteile (%)                                      | 50,8                                                    | 18,8                                                    | 13,0                                                    | 14,5                                                    | -                                                       | 1,6                                                     | -                                                       | -                                                       | 1,3                                                     |
| 24. November 2002                                       | 4                                                       | Grundmandate                                            | 2                                                       | 0                                                       | 0                                                       | 0                                                       | -                                                       | 0                                                       | -                                                       | -                                                       | 0                                                       |
| 1. Oktober 2006                                         |                                                         | Stimmenanteile (%)                                      | 43,5                                                    | 17,2                                                    | 11,6                                                    | 16,5                                                    | 3,0                                                     | -                                                       | -                                                       | -                                                       | 8,2                                                     |
| 1. Oktober 2006                                         | 4                                                       | Grundmandate                                            | 1                                                       | 0                                                       | 0                                                       | 0                                                       | 0                                                       | -                                                       | -                                                       | -                                                       | 0                                                       |
| 28. September 2008                                      |                                                         | Stimmenanteile (%)                                      | 32,9                                                    | 13,3                                                    | 16,0                                                    | 16,8                                                    | 12,5                                                    | 2,7                                                     | -                                                       | -                                                       | 1,9                                                     |
| 28. September 2008                                      | 4                                                       | Grundmandate                                            | 1                                                       | 0                                                       | 0                                                       | 0                                                       | 0                                                       | 0                                                       | -                                                       | -                                                       | 0                                                       |
| 29. September 2013                                      |                                                         | Stimmenanteile (%)                                      | 27,8                                                    | 12,5                                                    | 20,5                                                    | 16,8                                                    | 2,2                                                     | -                                                       | 5,3                                                     | 12,6                                                    | 2,4                                                     |
| 29. September 2013                                      | 4                                                       | Grundmandate                                            | 1                                                       | 0                                                       | 0                                                       | 0                                                       | 0                                                       | -                                                       | 0                                                       | 0                                                       | 0                                                       |
| 15. Oktober 2017                                        |                                                         | Stimmenanteile (%)                                      | 35,9                                                    | 17,3                                                    | 23,9                                                    | 7,1                                                     | -                                                       | -                                                       | -                                                       | 8,8                                                     | 7,0                                                     |
| 15. Oktober 2017                                        | 4                                                       | Grundmandate                                            | 1                                                       | 0                                                       | 1                                                       | 0                                                       | -                                                       | -                                                       | -                                                       | 0                                                       | 0                                                       |
| 29. September 2019                                      |                                                         | Stimmenanteile (%)                                      | 37,6                                                    | 12,8                                                    | 14,5                                                    | 18,2                                                    | -                                                       | -                                                       | -                                                       | 13,3                                                    | 3,6                                                     |
| 29. September 2019                                      | 4                                                       | Grundmandate                                            | 1                                                       | 0                                                       | 0                                                       | 0                                                       | -                                                       | -                                                       | -                                                       | 0                                                       | 0                                                       |
| 29. September 2024                                      |                                                         | Stimmenanteile (%)                                      | 29,9                                                    | 12,8                                                    | 26,3                                                    | 11,5                                                    | -                                                       | -                                                       | -                                                       | 12,8                                                    | 6,5                                                     |
| 29. September 2024                                      | 4                                                       | Grundmandate                                            | 1                                                       | 0                                                       | 1                                                       | 0                                                       | -                                                       | -                                                       | -                                                       | 0                                                       | 0                                                       |